# テコンドー (ヒューマン)
『テコンドー』は、1994年6月28日にヒューマンから発売されたスーパーファミコン用スポーツゲームである。

## 概要
韓国発祥の格闘技であるテコンドーを題材にしたスポーツゲーム。スポーツゲームに分けられるがコマンド入力による技、一発逆転、攻撃による駆け引きの要素もあり対戦格闘ゲームの要素もある。
一般的な格闘ゲームと違い、Rボタンを押しながら上下を押すと奥や手前にキャラを動かす事ができる。全ての技一つ一つに消費体力が設定され長期戦になった場合の攻め疲れ、集中力を欠く事を再現、ある程度進み、体力がノックアウト近くまでに追い込まれあるコマンドを入力すると乱舞奥義という無数の攻撃を一瞬の内に繰り出せる技ができる。あまり威力は高くないが、手数とポイントを荒稼ぎし判定を有利に持っていくことができる。体力ゲージがないが、ダメージが蓄積すると、グラフィックに反映される。
また、日本語の他にハングルにも対応している。

## ゲーム内容

### モード
トーナメントモード
デフォルトで用意されているキャラクター、もしくはエディットで作ったキャラクターで日本選手権、韓国、北朝鮮で行われる世界選手権、それぞれ2連覇を目指して戦っていく。
VS.モード
対戦モード
団体戦モード
勝ち抜き戦
テコンドー道場
練習モード
コントローラー設定
サウンド

### ルール
- 時間内にノックアウト
- 5回ダウンでTKO
- 2分以内に決着がつかない場合は判定。攻撃ポイントが高い方が勝利する。

### 攻撃ポイント
- ダウン：5点
- ジャンプ攻撃：3点
- 頭部への攻撃：2点
- 頭部以外への上半身攻撃：1点
- 警告（故意のエスケープ、消極的姿勢など）：-5点

## 登場人物

### 主要人物
速水恭志（北海道代表）
飛崎翔太（東北代表）
一条悠紀（北陸・中部代表）
麻宮瞬（関東代表）
甲斐隼人（甲信越代表）
李龍求（関西代表）
八神明（中国・四国代表）
尹斗一（九州・沖縄代表）
※他コンピューター専用の海外の人物

### 邪三兄弟（ハングル版では加藤三兄弟）
邪烈（朝鮮代表）
- 三男。スキンヘッドが特徴。パワーに秀でるがスピードは遅め。

邪鋭（朝鮮代表）
- 次男。長髪が特徴。スピードが速めだが、パワーはやや劣る。

邪煜（朝鮮代表）
- 長男にして最終ボス。あらゆるパラメータが高く、試合前に審判を蹴り飛ばし気絶させてしまうので、彼に勝つにはKOするしかない。

※彼らは裏技で使用することができる。

## スタッフ
- 企画：夏川毅史
- 企画アシスタント：せきねせいいち、おおむらまさふみ
- 言語アドバイザー：リ・テイジン
- 企画アドバイザー：八木秀訓、山田勝哉
- メイン・プログラム：三浦義広
- サブ・プログラム：あだちたろう
- アシスタント・プログラム：よねだあきと、阿部浩之、奥野博之
- システム・プログラム：薗田直樹
- プログラム・アドバイザー：増田雅人
- グラフィック・デザイナー：田村季章、渡川和久、藤田政行
- フィニッシング・グラフィック：保井治、山崎正順
- 音楽：高添香織、前田英人、志倉千代丸、那珂裕之
- 効果音：山崎正通、萩尾雅彦
- サウンド・サポート：高野朋之
- スペシャル・サンクス：吉田秀司、わたぬきかずひこ
- コーディネーター：吉原久乃
- ロゴ・デザイン：荒武順一
- パッケージ・デザイン：やまもとあや
- イラストレーション：アプローズ、かくさかもとこ
- 翻訳：A to Z Network
- テコンドー・アドバイザー：日本国際テコンドー協会
- インストラクター：柳逸男（5段）、リ・ジョンモク（3段）
- 言語・文化スーパーバイザー：Seico Co. Ltd.、T.H.KIM

## 評価
ゲーム誌『ファミコン通信』の「クロスレビュー」では、6・8・6・6の合計26点（満40点）、『ファミリーコンピュータMagazine』の読者投票による「ゲーム通信簿」での評価は以下の通りとなっており、21.5点（満30点）となっている。
| 項目 | キャラクタ | 音楽 | お買得度 | 操作性 | 熱中度 | オリジナリティ | 総合 |
| 得点 | 3.4        | 3.5  | 3.3      | 3.5    | 3.9    | 4.0            | 21.5 |